# Dioplosyllis cirrosa
Dioplosyllis cirrosa är en ringmaskart som beskrevs av Gidholm 1962. Dioplosyllis cirrosa ingår i släktet Dioplosyllis och familjen Syllidae. Arten har ej påträffats i Sverige. Inga underarter finns listade i Catalogue of Life.